# Адміністративний устрій Врадіївського району
Адміністративний устрій Врадіївського району — адміністративно-територіальний поділ Врадіївського району Миколаївської області на 1 селищну та 11 сільських рад, які об'єднують 37 населених пунктів та підпорядковані Врадіївській районній раді. Адміністративний центр — смт Врадіївка.

## Список радВрадіївського району
| №  | Назва                           | Центр               | Населені пункти                                                                 | Площа км² | Місце за площею | Населення (2001), чол. | Місце за населенням | Розташування |
| -- | ------------------------------- | ------------------- | ------------------------------------------------------------------------------- | --------- | --------------- | ---------------------- | ------------------- | ------------ |
| 1  | Врадіївська селищна рада        | смт Врадіївка       | смт Врадіївка                                                                   |           |                 |                        |                     |              |
| 2  | Адамівська сільська рада        | с. Адамівка         | с. Адамівка с. Новогригорівка                                                   |           |                 |                        |                     |              |
| 3  | Великовеселівська сільська рада | с. Великовеселе     | с. Великовеселе с. Бобрик с. Макієве с. Новоолексіївка                          |           |                 |                        |                     |              |
| 4  | Покровська сільська рада        | c. Покровське       | c. Покровське с. Йосипівка с. Капітанка с. Тарасівка с. Филимонівка с. Юр'ївка  |           |                 |                        |                     |              |
| 5  | Доброжанівська сільська рада    | c. Доброжанівка     | c. Доброжанівка с. Богемка с. Мар'янівка с. Михайлівка с. Новомиколаївське      |           |                 |                        |                     |              |
| 6  | Жовтнева сільська рада          | c. Новомихайлівське | c. Новомихайлівське с. Мала Врадіївка                                           |           |                 |                        |                     |              |
| 7  | Іванівська сільська рада        | c. Іванівка         | c. Іванівка с. Захарівка                                                        |           |                 |                        |                     |              |
| 8  | Краснопільська сільська рада    | c. Краснопіль       | c. Краснопіль с. Веселий Лан с. Зимницьке с. Краснівка с. Федорівка с. Шевченко |           |                 |                        |                     |              |
| 9  | Кумарівська сільська рада       | c. Кумарі           | c. Кумарі                                                                       |           |                 |                        |                     |              |
| 10 | Нововасилівська сільська рада   | c. Нововасилівка    | c. Нововасилівка с. Гражданівка                                                 |           |                 |                        |                     |              |
| 11 | Новопавлівська сільська рада    | c. Новопавлівка     | c. Новопавлівка с. Біляєве с. Ковалівка с. Острогірське                         |           |                 |                        |                     |              |
| 12 | Сирівська сільська рада         | c. Сирове           | c. Сирове с. Болгарка                                                           |           |                 |                        |                     |              |

* Примітки: м. — місто, с-ще — селище, смт — селище міського типу, с. — село